# Mios
Mios – miejscowość i gmina we Francji, w regionie Nowa Akwitania, w departamencie Żyronda.
Według danych na rok 1990 gminę zamieszkiwało 3786 osób, a gęstość zaludnienia wynosiła 28 osób/km² (wśród 2290 gmin Akwitanii Mios plasuje się na 112. miejscu pod względem liczby ludności, natomiast pod względem powierzchni na miejscu 17.).